# Tövismadarak
A Tövismadarak (eredeti címén: The Thorn Birds) Colleen McCullough ausztrál írónő 1977-ben megjelent regénye, melyet Göncz Árpád és Borbás Mária fordított magyarra. A regényből 1983-ban egy négy epizódból álló tévésorozat készült.

## Háttér
A több mint 50 évet felölelő családregény helyszíne egy ausztráliai földbirtok, Drogheda. Bár a család története Új-Zélandon kezdődik, a cselekmény nagy része Ausztráliában játszódik, ahonnan csak a második világháború szörnyű eseményei sodornak el egy-egy családtagot Európába, illetve a főszereplő, Ralph atya is a történet közepén a Vatikánba kerül.
A regény központi témája a mondabeli tövismadár szenvedéseinek és örömének hasonlósága a Cleary család nőtagjainak élettörténetéhez. A legenda szerint ugyanis a tövismadár csak egyetlenegyszer énekel életében, de ekkor elnémul az egész világ, mindenki őt hallgatja és Isten is mosolyog az égben. De ezért a dalért, pillanatnyi boldogságért a halálával fizet, mely azt jelképezi, hogy a legjobb dolgoknak mindig fájdalom az ára.

## Cselekmény
|  | Alább a cselekmény részletei következnek! |

Az idős Mary Carsonnak nem született örököse, így kénytelen gyönyörű birtokát, Droghedát öccsére, Paddy Clearyre hagyni, bár ez egyáltalán nincs kedvére. A fukar asszony egyetlen beszélgetőtársa vidéki nagybirtokán a szomszéd földbirtokról bejáró fiatal pap, Ralph atya.
Amikor Paddy és népes családja megérkezik a birtokra, Ralph atya azonnal pártfogásába veszi Meggie-t, Clearyék egyetlen kislányát, ami a féltékeny Mary Carsonnak nem nyeri el tetszését.
A család hét fiúgyermekkel (a filmsorozatban csak néggyel) és egy kislánnyal kegyetlen körülmények között küzd a boldogulásért. Mary Carson halála után mégsem öccse örökli a birtokot, hanem a katolikus egyház, amelytől örökségéért Mary Carson cserébe Ralph atya egyházi berkekben való megbecsülését kérte. Mary nem titkolt célja volt, hogy a becsvágyó papot ezzel Rómába küldje, és végleg elszakítsa az időközben gyönyörű nővé érett Meggie-től.
A családfő szerepét közben az anya, Fee veszi át, mivel Paddy a birtokon kitört tűzvészben leli halálát. Fee erős, céltudatos asszony, sok titok veszi körül. Egyetlen lányát, Meggie-t ridegen kezeli, de rajongással szereti legidősebb fiát, Franket. Titka hamarosan kiderül: Frank az egyetlen, aki nem Paddy fia, hanem még Fee első és egyetlen szerelmétől született, de nem házasságban. Frank felnőtt korában megtudja az igazságot, és ezáltal számára is világossá válik, miért érez izzó gyűlöletet Paddy iránt - kiskora óta érzi, hogy Fee előbb volt az "övé", mint Paddyé, és azt is, hogy anyja Paddy miatt választotta a számára méltatlan életformát. Amikor Frank egy ölre menő vita során Paddyvel megtudja az igazságot, elhagyja az otthonukat, és hivatásos bokszolónak áll. Néhány évvel később a család az újságból értesül arról, hogy Frank egy meccs során különös kegyetlenséggel megölte ellenfelét és ezért életfogytiglani börtönbüntetésre ítélik. Fee összeomlik a hír hallatán. Frank hosszú évekkel később, ötvenéves kora körül kegyelmet kap, és immár idős, megtört emberként visszatér a szülői házba. Fee élete végéig arra kényszerül, hogy Franket ebben az állapotban lássa, nagy szenvedést okoz neki az, hogy egy roncs lett a valaha volt erős, energikus fiatalemberből - abból a fiúból, aki élete szerelmétől született.
Meggie és Ralph többször is tanúbizonyságát teszik szerelmüknek, de a pap mégis az egyházi karriert választja a lány helyett és elfogadja a Vatikánba utazás ajánlatát, majd az egyházi hierarchiában is lényegesen magasabb pozíciót szerez az örökség révén. Meggie eközben megismerkedik a hozományvadász hírében álló Luke-kal, aki nagyon hasonlít Ralphra, de csak külsőben, és hamarosan házasságot kötnek. Ám Luke a letelepedés helyett csak a gyors pénzkeresésre törekszik, elhanyagolja Meggie-t. Hamarosan megszületik Justine nevű lányuk, ám Meggie a gyermek születése után közvetlenül elhagyja férjét és visszaköltözik Droghedára, az anyjához. A visszaköltözés előtti napokban Meggie egy baráti házaspár jóvoltából egy távoli szigetre utazik, ahol kipihenheti nehézségeit. Ralph rátalál és egy csodálatos hetet töltenek együtt, de Meggie tisztában van azzal, hogy a pap a nyaralás után visszautazik a Vatikánba. Fee Meggie hazatérése után azonnal rájön, hogy lánya ismét várandós, és azt is tudja, hogy ennek a gyermeknek már Ralph az apja. Innentől Meggie élete a sors különös játéka folytán hasonlóvá válik anyja életéhez. Minden megismétlődik Meggie-vel, ami korábban Fee-vel történt. Szeretett egy férfit, aki nem lehetett az övé, mert mást választott. Nem szerette leánygyermekét, figyelme csak kedvenc fiára terjedt, akinek a szeretett férfi volt az apja.
A sors Meggie fiát, Dane-t is elragadta a szerető anyától, akárcsak egykor Frank-et Fee- től. Dane Meggie bánatára bejelenti, hogy pap szeretne lenni és Európában akar tanulni. Ralph segítséget ajánl fel a fiúnak, akivel igazi apa- fia viszonyt alakít ki, bár sejtése sincs arról, hogy Dane valóban az ő fia. Dane egy véletlen baleset során 23 évesen tengerbe fullad. Meggie rájött, hogy ez volt a büntetése, amiért egyszer az életében boldog volt Ralph-fal. Isten elvette tőle a fiát, mert minden boldogságnak ára van, akárcsak a tövismadár énekének.
Meggie Dane halála után kibékül Justine-nal, lányával és elfogadja a saját anyja bocsánatkérését is. Justine színésznőnek készül és megismerkedik Ralph atya Rómában élő személyi titkárával, a történet végén összeházasodnak.
Ralph Dane temetésére Ausztráliába jön és megtudja, hogy az elhunyt fiú a saját gyermeke volt. Úgy dönt, nem utazik vissza Európába, hanem Meggie-vel marad, de miután megvallja gyengeségét és bűneit Meggie előtt, meghal az asszony karjaiban.
|  | Itt a vége a cselekmény részletezésének! |

## Érdekességek
- A sorozat számos elismerésben részesült: 1983-ban öt kategóriában nyert Emmy-díjat, 1984-ben pedig négy Golden Globe-ot.
- A sorozat első két epizódjában a kislány Meggie-t Sydney Penny alakítja, aki azóta már felnőtt színésznő lett, többek között a Beverly Hills 90210 c. sorozatban játszott.
- A filmsorozat csak részben vette át a könyvben leírt szereplőket. Túl hosszú lett volna a cselekményszál, ezért Meggie három fiútestvéréről hallgatnak a filmben. Köztük az ikrekről, Patrick-ről és James-ről, akik sorsa az európai hadszíntérre vezet, így a regény a második világháború borzalmairól is beszámol.
- Magyarországon először 1990-ben mutatta be a Magyar Televízió.
- A sorozat sikeréhez Magyarországon nagyban hozzájárult a szinkron is. Többek között Szakácsi Sándor (Ralph), Kovács Nóra (Meggie), Pécsi Ildikó (Fee), Tolnay Klári (Mary Carson), Trokán Péter (Luke), Bács Ferenc (bíboros) kölcsönözték hangjukat a filmhez.
- A sikert követően elkészült a „Tövismadarak - a hiányzó évek” c. sorozat is, mely korántsem tudta megismételni az első széria sikerét. Az újabb négy epizódban sem Rachel Ward (Meggie), sem Jean Simmons (Fee), sem Bryan Brown (Luke) nem vállalt szerepet, így őket más színészek helyettesítették.
- A „Tövismadarak – a hiányzó évek” c. sorozatban Amanda Donahue alakította Meggie-t.

## Magyarul
- Tövismadarak; ford. Göncz Árpád, Borbás Mária; Universe, Englewood, 1984

## Főszereplők és az őket alakító színészek
- Meggie Cleary – Rachel Ward
- Ralph de Bricassart – Richard Chamberlain
- Fee Cleary – Jean Simmons
- Paddy Cleary – Richard Kiley
- Luke O’ Neil – Bryan Brown
- Justine O’ Neil – Mare Winningham
- Frank Cleary – John Friedrich
- Jack Cleary – Stephan Burns
- Bob Cleary – Brett Cullen
- Dane O’ Neil – Philip Anglim
- Stuart Cleary – Dwier Brown
- Harold Celary – csecsemő korában meghal
- Hughie Cleary – a film forgatókönyvéből kihagyták
- Mary Carson – Barbara Stanwyck
- Luddie Mueller – Earl Holliman
- Anne Mueller – Piper Laurie
- James Cleary – a film forgatókönyvéből kihagyták
- Patrick Cleary – a film forgatókönyvéből kihagyták
- Rainer Harheim – Ken Howard
- Contini-Verchese bíboros – Christopher Plummer
- Az ifjú Meggie—Sydney Penny